# 高橋繁男
高橋 繁男（たかはし・しげお　1931年1月30日 - 1995年5月10日）は、日本のテレビドラマ監督・舞台演出家。「渥美清の泣いてたまるか」「遠山の金さん」などでお茶の間に親しまれた。群馬県沼田市出身。

## 出身校
- 群馬県立沼田高等学校
- 日本大学芸術学部

## 略歴
- 1953年、新東宝入社。「人間魚雷回天」などで助監督を務める
- 1962年、国際放映入社
- 1966年、フリーになる

## 主な作品
- 「渥美清の泣いてたまるか」
- 「湯けむり温泉日記」
- 「一心太助」
- 「チャンピオン太」
- 「忍者部隊月光」
- 「女橋」
- 「岸壁の母」